# Jonny Lang
Jonny Lang, nome d'arte di Jon Gordon Langseth Jr. (Fargo, 29 gennaio 1981), è un musicista, chitarrista, cantante e compositore statunitense, noto soprattutto per il suo modo di cantare che ricorda molto lo stile anni quaranta.

## Biografia
Jonny Lang cominciò a suonare la chitarra all'età di dodici anni dopo che il padre lo portò a vedere un concerto dei Bad Medicine Blues Band, uno dei pochi gruppi blues presenti a Fargo. Dopo quell'episodio Lang comincerà a prendere lezioni di chitarra da Ted Larsen, il chitarrista proprio dei Bad Medicine Blues Band. Alcuni mesi dopo aver preso lezioni sarà proprio il giovane Jonny a diventare chitarrista di quel gruppo, che dopo tale cambiamento verrà rinominata "Kid Jonny Lang & the Big Bang". La band si sposta a Minneapolis - Minnesota dove registra da gruppo indipendente l'album Smokin quando Lang ha ancora solo quindici anni.

## Carriera
La carriera del giovane artista è un raro esempio di giovanissimo talento che brucia le tappe a incredibile velocità, infatti all'età di quindici anni firma con A&M Records, e già l'anno seguente (1997) pubblica Lie to Me, un album di incredibile successo e accolto dalla critica come un capolavoro. L'anno seguente esce il suo secondo album Wander This World, che ottiene addirittura una nomination per i Grammy. Dopo questo secondo successo passeranno altri cinque anni per vederne un terzo, è infatti nel 2003 che esce Long Time Coming, dove è contenuta inoltre una cover di "Dying To Live" di Edgar Winter. Nel 2006 esce il suo quarto album, il consacrante Turn Around, disco dalle accentuate influenze gospel che lo porta a vincere un Grammy Awards, seguito a distanza di tre anni nel 2009 dal live "Jonny Lang Live at the Ryman" che vede la partecipazione di Barry Alexander alla Batteria, Jim Anton, Basso e Voci, Tommy Barbarella Tastiere, Paul Blakemore Mastering, Jason Eskridge – Percussioni, seconda Voce, Sonny Thompson – Chitarre, Voci, l'album è arrivato al 2 posto nella classivica di Billboard riservata agli album Blues; Nel 2013 esce Fight for my soul che raggiunge il 50 posto nella classifica top 200 di Bilboard, il numero 1 in quella dedicata al Blues e il numero 2 in quella dedicata ai musicisti cristiani. (Jonny si è convertito al cristianesimo nel 2000, dopo la sua decisione di disintossicarsi dalle droghe).
Nella sua carriera il talentuoso chitarrista è stato in tournée con vari importantissimi artisti, tra i quali: Rolling Stones, Aerosmith, Buddy Guy e B.B. King. Per di più ha suonato alla casa bianca nel 1999 ed è stato invitato da Eric Clapton a partecipare al Crossroads Guitar Festival.
Lang è apparso nella commedia musicale del 1998 Blues Brothers - Il mito continua, cantando un breve segmento di 634-5789 (Soulsville, U.S.A.) alternandosi con l'originario interprete della canzone Wilson Pickett.

## Strumentazione
Lang suona abitualmente delle chitarre Benedict, prodotte a Minneapolis, anche se predilige una Fender Telecaster Thinline col corpo in abete, il top in acero e il manico in acero figurato, i pickup sono dei Bill Lawrence al manico e al ponte e un Seymour Duncan P-90 al centro. Talvolta utilizza anche una Gibson Les Paul.
Per quanto riguarda gli effetti adopera una Wah Wah modello Vox 847 Reissue, ma solo in alcune canzoni, e di regola l'amplificatore è un Fender Deluxe Reverb Reissue.

## Discografia

### Album in studio
- 1995 - Smokin
- 1997 - Lie to Me
- 1998 - Wander This World
- 2003 - Long Time Coming
- 2006 - Turn Around
- 2013 - Fight for My Soul
- 2017 - Signs

### Live
- 2009 - Live at The Ryman